# Кропивная
Кропивная (укр. Кропивна) — село в Поморянской поселковой общине Золочевского района Львовской области Украины.
Население по переписи 2001 года составляло 145 человек. Занимает площадь 1,189 км². Почтовый индекс — 80754. Телефонный код — 3265.